# The Grand Illusion
Albums de Styx
Crystal Ball
(1976) Pieces of Eight
(1978)
Singles
1. Come Sail Away
Sortie : septembre 1977
2. Fooling Yourself
Sortie : février 1978

The Grand Illusion est le septième album studio du groupe rock américain Styx. Il est sorti le 7 juillet 1977 (7/7/77) sur le label A&M Records et a été produit par le groupe.

## Historique
Enregistré en 1977 dans les studios Paragon à Chicago, il le premier album de Styx à entrer dans le top 10 du Billboard 200 en atteignant la 6e place et à placer le groupe sur la voie du succès. Il sera finalement certifié triple disque de platine le 14 novembre 1984. Au Canada, il se classa à la 7e place des charts et obtiendra un disque de platine. En Europe, il fera une timide entrée dans les charts, 49e place aux Pays-Bas et 38e place en Suède.
Les deux singles issus de cet album, "Come Sail Away" et "Fooling Yourself" se classeront respectivement à la 8e et 29e place du Billboard Hot 100 aux États-Unis. 
La pochette de l'album est un pastiche d'une œuvre intitulée "Le Blanc Seing" que le peintre René Magritte réalisa en 1965 .
En février 2012 paraît, en compact disc et en DVD, "The Grand Illusion - Pieces of Eight Live" issu d'un concert enregistré et filmé à Memphis le 9 novembre 2010. Les deux albums furent alors joués dans leur intégralité.

## Liste des titres
| No | Titre                                  | Auteur                      | Chant    | Durée |
| -- | -------------------------------------- | --------------------------- | -------- | ----- |
| 1. | The Grand Illusion                     | Dennis De Young             | De Young | 4:36  |
| 2. | Fooling Yourself (The Angry Young Man) | Tommy Shaw                  | Shaw     | 5:29  |
| 3. | Superstars                             | De Young, Shaw, James Young | Shaw     | 3:59  |
| 4. | Come Sail Away                         | De Young                    | De Young | 6:07  |
| 5. | Miss America                           | Young                       | Young    | 5:01  |
| 6. | Man in the Wilderness                  | Shaw                        | Shaw     | 5:49  |
| 7. | Castle Walls                           | De Young                    | De Young | 6:00  |
| 8. | The Grand Finale                       | De Young, Shaw, Young       | De Young | 1:58  |

## Musiciens
- Dennis De Young : claviers, synthétiseurs, chant, chœurs
- Tommy Shaw : guitares électrique et acoustique, chant
- James Young : guitare électrique, synthétiseur sur "Come Sail Away", chant
- Chuck Panozzo : basse
- John Panozzo : batterie, percussions

## Charts et certifications

### Album
Charts
| Pays                       | Durée du classement | Meilleur classement | Date            |
| -------------------------- | ------------------- | ------------------- | --------------- |
| États-Unis (Billboard 200) | 127 semaines        | 6e                  | 25 février 1978 |
| Canada (RPM)               | 51 semaines         | 7e                  | 11 mars 1978    |
| Pays-Bas (MegaCharts)      | 1 semaine           | 49e                 | 15 juillet 1978 |
| Suède (Sverigetopplistan)  | 2 semaines          | 38e                 | 12 août 1977    |

Certifications
| Pays       | Certification | Ventes      | Date              |
| ---------- | ------------- | ----------- | ----------------- |
| Canada     | Platine       | 100 000 +   | 1er décembre 1978 |
| États-Unis | 3 × Platine   | 3 000 000 + | 14 novembre 1984  |

### Charts singles
| Date             | Single            | Chart       | durée du classement | Position        |
| ---------------- | ----------------- | ----------- | ------------------- | --------------- |
| Come Sail Away   | (Hot 100)         | 22 semaines | 8e                  | 28 janvier 1978 |
| Come Sail Away   | (RPM Top Singles) | 28 semaines | 9e                  | 21 janvier 1978 |
| Fooling Yourself | (Hot 100)         | 14 semaines | 29e                 | 22 avril 1978   |
| Fooling Yourself | (RPM Top Singles) | 16 semaines | 20e                 | 6 mai 1978      |
| Fooling Yourself | (Mega Top 50)     | 5 semaines  | 28e                 | 24 juin 1978    |